# Конференция католических епископов Англии и Уэльса

Конференция католических епископов Англии и Уэльса (англ. Catholic Bishops' Conference of England and Wales) — собрание христианских епископов латинского обряда (Конференция католических епископов) осуществляющее совместно определенные пасторские обязанности на территории Англии и Уэльса.

## Описание
Объединение епископов двух регионов на постоянной основе — основной управляющий орган католической церкви двух стран. Выражает собой единство епископов Англии и Уэльса. Через это объединение епископы вырабатывают единую позицию относительно формы подачи Евангельского учения католикам.
Члены конференции встречаются дважды в год для определения политики церкви на государственном уровне. Конференция подразделяется на комитеты, курирующие конкретные вопросы. Недельные заседания проводятся ежегодно после католической Пасхи и в ноябре, обычно в Hinsley Hall в Лидсе .
Каждый епископ возглавляет комитет экспертов, курирующих определенные вопросы церкви. Комитеты объединены в департаменты.
Администрация финансируется за счет диоцезов (католических епархий), причем вклад каждого диоцеза зависит от его размера. Генеральный секретариат конференции базируется в Лондоне и координирует администрацию на местах. Непосредственно под управлением генерального секретариата находится департамент связи с общественностью.

## Структура Конференции епископов
- Президент: архиепископ Вестминстера Винсент Николс.

- Вице-президент: вакансия.

- Действительные члены: Действующие епископы и архиепископы, епископы-эмериты, вспомогательные епископы, папский экзарх католической церкви восточного обряда Украины в Великобритании и епископ военных капелланов.

### Департаменты
На сегодняшний день насчитывается 7 департаментов:
- Связи с общественностью;
- Католического обучения и образования;
- Христианской жизни и богослужений;
- Христианской ответственности и гражданственности;
- Диалога и единства;
- Евангелизации и катехизации;
- Международных отношений.

Каждый департамент включает в себя епископов и сотрудников. Управляется одним епископом, остальные выступают, как епископы-сотрудники. Каждый департамент подразделяется на комитеты, возглавляемые, в свою очередь, каждый — одним епископом.

### Другие агентства
Конференция епископов включает в себя и другие образования:
- Международное гуманитарное агентство — специализируется на помощи развивающимся странам;
- Каритас — английское подразделение международной благотворительной организации социального служения Каритас;
- Агентство католического обучения — занимается вопросами католического обучения в Англии и Уэльсе. Работает в сотрудничестве с департаментом католического обучения и образования.